# Mycena leaiana
Mycena leaiana é uma espécie de cogumelo da família Mycenaceae. É encontrado na América do Norte.